# دار ابن العامري
دار ابن العامري قرية وجماعة قروية مغربية بإقليم سيدي سليمان الساحلي، شرق القنيطرة. بلغ عدد سكانها 31.453 نسمة (إحصاء 2004).